# Station Wrocław Swojczyce
Station Wrocław Swojczyce is een spoorwegstation in de Poolse plaats Wrocław.